# SMS für Dich
SMS für Dich és una pel·lícula alemanya de 2016, escrita i codirigida per Karoline Herfurth i basada en la novel·la homònima de Sofie Cramer. És protagonitzada per Karoline Herfurth, Friedrich Mücke, Nora Tschirner, Frederick Lau i Katja Riemann.
Se'n va fer un remake estatunidenc, titulat Love Again, que s'havia titulat anteriorment Text for You i It’s All Coming Back to Me. Aquesta nova versió està escrita i dirigida per James C. Strouse i protagonitzada per Priyanka Chopra, Sam Heughan i Céline Dion, i està previst que s'estreni el 12 de maig de 2023.

## Argument
Clara, una jove incapaç de superar la pèrdua del gran amor de la seva vida, continua enviant-li missatges de text a Ben dos anys després de la tràgica mort d'aquest en un accident de trànsit per gestionar el seu dolor. Tot i això, no sap que el seu número de telèfon va ser reassignat i ara pertany a Mark, un periodista d'esports que queda impressionat per la sinceritat dels textos. Mark tracta de conèixer la remitent dels missatges i intenta trobar-la, però aviat se n'enamora i es veu atrapat en una relació disfuncional amb ella, que intenta trobar el camí de tornada a la vida.

## Repartiment
- Karoline Herfurth com a Clara
- Friedrich Mücke com a Mark
- Nora Tschirner com a Katja
- Frederick Lau com a David
- Katja Riemann com a Henriette Boot
- Enissa Amani com a Niki
- Friederike Kempter com a Fiona
- Samuel Finzi com a Wortmann
- Uwe Preuss com a Kalle
- Cordula Stratmann com a Ulli Volkowitz

## Producció
El guió, basat en la novel·la homònima de Sofie Cramer, va ser adaptat per Andrea Willson, Malte Welding i Karoline Herfurth, coneguda per la seva carrera com actriu (El perfum: història d'un assassí, El lector, A Year Ago in Winter, Berlin 36) i que va debutar com a directora amb aquesta pel·lícula.
El rodatge va durar 39 dies i es va fer a Berlín i als seus voltants. Algunes de les localitzacions van ser el Museu Alemany d'Història, el Jardí Zoològic, el Teatre de l'Estat de Saarland i la sala de concerts de Gendarmenmarkt.

## Recepció
El diari digital de cinema i sèries de televisió De cine 21 va titllar la producció de «predictible», al·legant que abusava dels estereotips. D'altra banda, va considerar que la història estava ben explicada i que el repartiment comptava amb actors i actrius «prou sòlids perquè el conjunt funcioni». En conjunt, la pel·lícula va ser puntuada amb 4 estrelles sobre 10 per part del web i valorada amb un 7,3 per part dels usuaris, amb 35 vots.